# 山森鉄直
山森 鉄直（やまもり てつなお、テッド・ヤマモリ、Ted Yamamori, 1937年 - ）は、国際飢餓対策機構（Food for the Hungry International、FHI）の元国際総裁。実践的な宣教学者・宗教社会学者として現代社会の貧困と飢餓の現実の必要に応える奉仕に関する論文「共生的任務」を執筆した。

## 経歴
1937年名古屋市生まれ。1950年代に名古屋に赴任したチャプレン一家と関わりを持つ中でキリスト教信仰を持つ。1957年、氷川丸に乗ってアメリカ合衆国に移住するまで、南山高校・南山大学など日本で教育を受け、1965年にテキサスクリスチャン大学社会学修士課程を修了、修士号を取得する。1966年から1968年までデューク大学社会学専攻博士課程に在籍して、1970年デューク大学より博士号を取得する。1969年から1981年まで、ミリガン大学準教授を務めると同時にノースウェスト・クリスチャン大学教授およびバイオラ大学教授を務める。1981年に大学を辞して、国際飢餓対策機構に携わる。1984年に国際対策機構の国際総裁に就任する。2004年にローザンヌ委員会の国際総主事4年間の期間限定で就任する。現在は引退して、米国アリゾナ州に在住する。

## 著書
- 『日本の教会成長』いのちのことば社、1985年
- 『愛の使節』いのちのことば社、1991年
- 西川和子・榊原康恵訳『新・愛の使節』日本国際飢餓対策機構、2019年